# After the Day
After the Day is een live muziekalbum van de Britse band Barclay James Harvest. Het zijn opnamen die gemaakt zijn voor radioprogramma’s van de British Broadcasting Corporation in de jaren 1974-1976. BJH was toen voornamelijk bekend in het Verenigd Koninkrijk, in de rest van Europa kwam de bekendheid op gang. Het heeft lang moeten duren voordat de opnamen verschenen. In de jaren voor de release van dit album zijn de studiomuziealbums van BJH in geremasterde vorm heruitgebracht, hetgeen de belangstelling voor hun muziek vernieuwde.

## Musici
- John Lees – zang, gitaar,
- Les Holroyd – zang, basgitaar,
- Woolly Wolstenholme – zang, toetsen
- Mel Pritchard – slagwerk.

## Composities
- CD1:

1. Summer soldier
2. Medicine man
3. Crazy city
4. After the day
5. Negative earth
6. She said
7. The great 1974 mining disaster
8. Paper wings
9. For no one

- CD2:

1. For no one
2. Paper wings
3. The great 1974 mining disaster
4. Crazy city
5. Negative earth
6. Sweet Jesus
7. Hymn for the children
8. Crazy city
9. Polk Street rag
10. Rock’n’roll star
11. Suicide ?

## Opnamen
- CD1: geheel opgenomen tijdens het concert van 19 juni 1974 in Londen in Hippodrome, Golders Green; uitgezonden 22 juni 1974
- CD1 tracks (6): opgenomen voor Pop Spectacular;
- CD2 tracks 1-4 John Peel Session; opgenomen 1 augustus 1974; uitzending 2 september 1974;
- CD2 track 5: opgenomen Bob Harris Show; opgenomen 1 augustus 1974; uitzending 2 september 1974;
- CD2 tracks 6,7 Televisie Old Grey Whistle Test; opgenomen en uitgezonden op 20 januari 1976
- CD2 tracks 8-12; liveopnamen door Polydor vanuit Liverpool, Liverpool Empire voor promotiedoeleinden voor het album Octoberon